# 迈尔瓦纳
迈尔瓦纳（阿拉伯语：‎）是位于阿尔及利亚巴特纳省的城市。